# Telefe
Telefe (Televisión Federal S.A.) is een Argentijnse televisienetwerk opgericht in 1961. Voorheen stond het netwerk bekend als Canal Once (Kanaal 11) en werd het beheerd door de overheid. In 1989 werd het netwerk geprivatiseerd onder de huidige naam. Het is sinds 2019 eigendom van Paramount Global. Het hoofdkantoor zit in Buenos Aires.
Telefe beheert 8 eigen televisiekanalen:
- LT 84 Channel 5, Rosario
- LU 84 Channel 7, Neuquen
- LV 85 Channel 8 "Teleocho", Córdoba
- LRI 486 Channel 8, Mar del Plata
- LRK 458 Channel 8, Tucumán
- LU 80 Channel 9, Bahía Blanca
- LW 82 Channel 11, Salta
- LT 82 Channel 13, Santa Fe

Verder zendt het netwerk nog uit via drie televisiekanalen die niet in Telefe’s beheer zijn.
Telefe Internacional is de internationale televisiezender van Telefe, bedoeld voor Argentijnen in het buitenland.